# 1º Reggimento cacciatori a cavallo Real Italiano
Il 1º Reggimento cacciatori a cavallo Real Italiano è stato un reggimento di cavalleria nato all'interno dell'esercito della Repubblica Cisalpina, transitato in quello della Repubblica Italiana e poi nel Regno d'Italia.

## Storia

### Repubblica Cisalpina

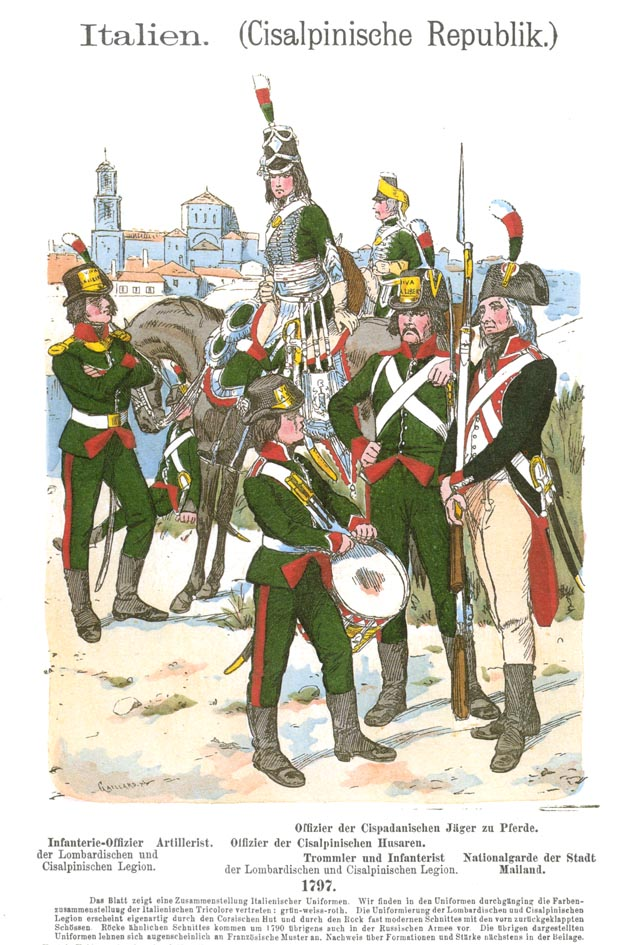
Raffigurazione delle truppe della Repubblica Cisalpina con ufficiale dei cacciatori a cavallo (in secondo piano a destra)

Il 5 giugno 1800, a seguito della seconda e vittoriosa campagna d'Italia, il Primo Console francese, Napoleone Bonaparte, ri-costituì la Repubblica Cisalpina. La nuova Repubblica fu dotata di un esercito che comprendeva un Reggimento di cavalleria, su quattro squadroni, di dragoni, ussari o cacciatori a cavallo; al 10 di ottobre erano stati formati due reggimenti di ussari e due squadroni di cacciatori a cavallo, e il 30 dicembre si decise di formare un Reggimento di cacciatori a cavallo su quattro squadroni.
Nel corso del 1801 il Reggimento, di stanza a Varese, crebbe dai 300 ai 900 uomini.

### Repubblica Italiana
Il 26 gennaio 1802 la Repubblica Cisalpina divenne la Repubblica Italiana. Il Reggimento fu prima spostato a Milano, poi a Vigevano, poi di nuovo a Milano, infine a Cremona.

### Regno d'Italia
Il 17 marzo 1805 la Repubblica Italiana divenne il Regno d'Italia, con Napoleone come Re e Eugenio di Beauharnais come Viceré. In tale occasione il Reggimento fu ribattezzato Reggimento di cacciatori a cavallo «Real Italiano». La divisa del Reggimento fu scelta verde con le decorazioni gialle. Il Reggimento fu incluso nel contingente del generale Ottavi e inviato in Puglia.
Nell'autunno 1806 il Reggimento fa parte dell'Armée d'Italie e forma insieme al 14º Reggimento di cacciatori a cavallo francese la Divisione di cacciatori a cavallo. A gennaio 1807 Napoleone chiese che i cacciatori italiani si unissero alla Divisione italiana di Teulié in Germania. Inquadrati nella Divisione di cavalleria leggera di Lasalle, il 5 giugno si distinsero a Lemitten, ma tre giorni dopo ebbero notevoli perdite, tanto che non parteciparono né alla battaglia di Friedland né a quella di Königsberg. A settembre il Reggimento, che in quel momento aveva solo 407 uomini, abbandonò la Divisione di cavalleria leggera francese per passare alla Divisione Italiana; al momento del congedo, il generale Lasalle elogiò pubblicamente le gesta dei cavalleggeri italiani. Gli italiani ritornarono in patria, accolti da trionfatori, e il Real Italiano fu posto di stanza a Vigevano. Dal deposito del Real Italiano fu formato il reggimento temporaneo che poi diede vita al 2º Reggimento cacciatori a cavallo Principe Reale.
Nell'estate 1808 i tre squadroni del Reggimento che erano tornati dalla Pomerania furono inseriti, insieme al Reggimento Dragoni Napoleone, nel raggruppamento del colonnello Giovanni Villata destinato alla Spagna, dove resteranno fino al 1811. Il 4º squadrone fu inserito nella Divisione dell'Isonzo, al comando di Gasparinetti.
Nel 1809 il 1º si distinse nelle cariche di Valls e Tarraxa, combattendo poi a Gerona, Bisbal, Boriasblancas e Tarega, ma dovendo combattere spesso a piedi nel corso degli assedi, videro ridursi i loro numeri, e il Viceré richiese più volte a Napoleone il permesso di rimandarli in Italia.
Nel 1810 il 3º squadrone fu distaccato dalla Spagna, dove restarono il 1º e il 2º, in Tirolo, mentre il 4º era a Milano. A settembre fu stabilita la riorganizzazione dell'esercito italiano che prevedeva che il Reggimento prendesse il nome di 1º Reggimento cacciatori a cavallo. A ottobre il comandante del Reggimento, Giovanni Villata, fu promosso generale, e il nuovo Colonnello del 1º cacciatori fu Odier. Le perdite furono sanate accettando volontari e trasferendo soldati dalla fanteria.
Nel marzo 1813 il 1º cacciatori di Gasparinetti formò una divisione con i Dragoni Napoleone e una batteria a cavallo, che fu inviata in Germania. Giunti a Dresda, Napoleone sciolse la Divisione e aggregò il 1º cacciatori alla Divisione leggera del I Corpo di Cavalleria. Il 28 maggio, al comando del maggiore Sourdieu, il Reggimento caricò i dragoni prussiani a Jauer.
Il 2 marzo del 1814 il 1º cacciatori combatté a Parma contro gli austro-napoletani. Dopo la fine della guerra, tutte le truppe di cavalleria italiana superstiti furono inquadrate in un reggimento di cavalleria austriaca, divenuto poi il Chevaux-légers Nostitz Nr. 7.

## Comandanti
Colonnelli
- G.B. Caracciolo (1800-1805)
- Zanetti (1806-1807)
- Arici (1807)
- Giovanni Villata (1808-1810)
- Oudier (1812)
- Gasparinetti (1813)
- Francesco Villata (1814)